# Pavetta
Pavetta  (лат.) — род двудольных растений семейства Мареновые (Rubiaceae). Род насчитывает около 360 видов деревьев, вечнозеленых кустарников и полукустарников. Встречается в лесах, лугах и зарослях субтропической и тропической Африки и Азии.

## Виды
Избранные виды:
- Pavetta axillipara Bremek.
- Pavetta blanda Bremek.
- Pavetta brachycalyx Hiern
- Pavetta capensis (Houtt.) Bremek.
- Pavetta gleniei Thwaites ex Hook.f.
- Pavetta holstii K.Schum. ex Engl.
- Pavetta indica L.
- Pavetta intermedia Bremek.
- Pavetta kimberleyana S.T.Reynolds
- Pavetta kupensis S.D.Manning
- Pavetta lasioclada (K.Krause) Mildbr. ex Bremek.
- Pavetta linearifolia Bremek.
- Pavetta lynesii Bridson
- Pavetta manyanguensis Bridson
- Pavetta mollissima Hutch. & Dalziel
- Pavetta monticola Hiern
- Pavetta muiriana S.D.Manning
- Pavetta nitidissima Bridson
- Pavetta rubentifolia S.D.Manning
- Pavetta schumanniana F.Hoffm. ex K.Schum.
- Pavetta sparsipila Bremek.
- Pavetta tarennoides S.Moore